# Tărlungeni
Tărlungeni (Hongaars: Tatrang) is een Roemeense gemeente in het district Brașov.
Tărlungeni telt 7996 inwoners. 
De gemeente bestaat uit de dorpen:
- Cărpiniș (Kerpenyes)
- Purcăreni (Pürkerec)
- Tărlungeni (Tatrang)
- Zizin (Zajzon)

De Roemenen vormen met 38% van de bevolking de grootste groep, daarna komen de Hongaren met 27% en de Roma. De burgemeester van de gemeente is de etnisch Hongaarse Jozsef Kiss. 